# Uma Thurman (песня Fall Out Boy)
«Uma Thurman» (рус. Ума Турман) — сингл американской рок-группы Fall Out Boy. Выпущен в цифровом формате 12 января 2015 года. Сэмпл представляет собой музыкальную тему из телесериала «Семейка монстров». Текст посвящён актрисе Уме Турман, которая известна по таким фильмам, как «Криминальное чтиво» и «Убить Билла». Является пятым треком, выпущенным в дополнение к альбому группы American Beauty/American Psycho.
Был выпущен на радио Modern rock как третий сингл альбома (второй в США) в начале февраля. 31 марта 2015 года вошёл в Contemporary hit radio. Ремикс под названием «The Boys of Zummer Remix» был выпущен в рамках промоушена тура Boys of Zummer при участии американского рэпера Уиз Халифа.
Достиг 45-й позиции в Billboard Hot 100 31 января 2015 года и был сертифицирован дважды платиновым RIAA в декабре 2015 года.
Музыкальное видео выиграло премию за лучшее рок-видео на MTV Video Music Award в 2015 году. Группа исполнила сингл в телевизионной рекламе Pepsi, премьера которой состоялась во время 57-й церемонии «Грэмми». Fall Out Boy также исполнила сингл в телешоу Late Night и на церемонии вручения наград iHeartRadio MMVAs в 2015 году.
26 октября 2015 года Ума Турман обсудила песню на телепередаче Today и сказала, что группа попросила разрешения использовать ее имя в песне: «Я сказала, конечно! Это очень вежливо и любезно с их стороны. Так мило. Я очень рада их успеху».

## Композиция
Сингл написан в тональности ми минор в быстром темпе от 144 до 152 ударов в минуту. Представляет собой семплы музыкальной темы из телесериала «Семейка монстров», включая рифф электрогитары и партию баритона на саксофоне, фортепианные аккорды, «хлопки по барабанам», а также такие идиомы, как: «Я могу свернуть горы, я могу творить чудо».
Басист и автор текстов Пит Венц заявил: «Создавать эту композицию было очень весёлым занятием. Сначала нам пришла в голову идея использовать этот сэмпл из телешоу „Семейка монстров“. И когда мы его иногда играли, люди говорили: „О, круто, как у Квентина Тарантино, круто“. И мы решили, почему бы нам как бы не создать мир вокруг этого? Для меня Ума Турман и Вайнона Райдер — это самые необычные женщины в поп-культуре, и эта непохожесть на других заставляла меня влюбляться в них только сильнее. И вместо того, чтобы взять за основу другую известную роль Умы Турман, мы захотелось ярче раскрыть её образ из фильма „Убить Билла“, рассказать о том, кем была её героиня, её стойкости, и о насилии, ведь в этом есть что-то подлинное — когда женщина мстит и тем самым обретает силу. А всё остальное в песне — то, что вы бы сделали, чтобы попытаться завоевать расположение этой женщины».

## Критика
Песня получила одобрение критиков, с похвалой вокального исполнения Патрика Стампа. Billboard назвал его «лучшим из нового альбома». Каролин Мэньес из Music Times оставила положительный отзыв, заявив, что ритм и бас — это «то, что действительно сияет», а «ровная басовая линия плавно переносит мелодию через весь трек». Также было отмечено, что вокальное исполнение вокалиста Стампа прекрасно сочетается с музыкой. Робби Доу из Idolator написал, что сэмпл из телесериала «Семейка монстров» добавил к «невероятно запоминающейся» песне атмосферу серф-рока 1960-х годов.

## Коммерческий успех
Дебютировал на 73 месте в Billboard Hot 100 и на 6 месте в чарте Rock Songs. За первую неделю было произведено 46 000 цифровых загрузок. Занял 71 место в чартах Великобритании и 67 место в Канаде. Стал первым синглом Fall Out Boy, вошедшим в топ 10 Hot 100 Airplay.

## Музыкальное видео
Премьера видео состоялась 17 апреля 2015 года на стриминговом сервисе VEVO. В нем играет Сара Мерфри, которая целый день выполняет работу по дому для участников группы, разыгрывает их, а также гоняет на автомобиле McLaren, ключи от которого ей дает Пит Венц. Видео включает камео Биг Шона, Action Bronson, Брендона Ури, Big Data и Макса Шнайдера.

## Чарты

### Недельные чарты
| Чарт 2015                                    | Позиция |
| -------------------------------------------- | ------- |
| Канада (Canadian Hot 100)                    | 69      |
| Канада (Billboard CHR/Top 40)                | 47      |
| Канада (Billboard Hot AC)                    | 35      |
| Канада (Billboard Rock)                      | 50      |
| Чехия (Rádio – Top 100)                      | 34      |
| Шотландия (OCC)                              | 35      |
| Словакия (Rádio Top 100)                     | 23      |
| Швеция (Sverigetopplistan)                   | 13      |
| Великобритания (OCC)                         | 71      |
| Великобритания Rock & Metal (OCC)            | 1       |
| США Billboard Hot 100                        | 22      |
| США (Billboard Adult Contemporary)           | 21      |
| США (Billboard Adult Top 40)                 | 3       |
| США (Billboard Hot Rock & Alternative Songs) | 2       |
| США (Billboard Mainstream Top 40)            | 7       |
| США (Billboard Rock Airplay)                 | 30      |

### Годовые чарты
| Чарт (2015)                   | Позиция |
| ----------------------------- | ------- |
| Billboard Hot 100             | 60      |
| Adult Top 40 (Billboard)      | 17      |
| Mainstream Top 40 (Billboard) | 37      |
| Hot Rock Songs (Billboard)    | 4       |

| Чарт (2016)                | Позиция |
| -------------------------- | ------- |
| Hot Rock Songs (Billboard) | 34      |

## Сертификации
| Регион                                                        | Сертификация | Продажи    |
| ------------------------------------------------------------- | ------------ | ---------- |
| Великобритания (BPI)                                          | Золотой      | 400,000^   |
| США (RIAA)                                                    | 3хПлатиновый | 3,000,000^ |
| ^ Данные по продажам приведены только на основе сертификации. |              |            |